# Ricardo López (criminale)
Ricardo López (Montevideo, 14 gennaio 1975 – Hollywood, 12 settembre 1996) è stato un criminale uruguaiano naturalizzato statunitense, noto per aver tentato di uccidere nel 1996 la cantante Björk, inviando un pacco postale esplosivo alla sua residenza a Londra, per poi suicidarsi nell'appartamento in cui risiedeva.

## Biografia

### Adolescenza e ossessione per Björk
Ricardo veniva da una famiglia uruguayana trasferitasi negli a Lawrenceville, Georgia (Stati Uniti d'America) quando lui era ancora un bambino; la famiglia visse anche in Florida prima di trasferirsi definitivamente a Hollywood, California. Da piccolo gli venne diagnosticata la Sindrome di Klinefelter, una rara malattia genetica che causa ipogonadismo, obesità e uno sviluppo sessuale inadeguato. Il piccolo Ricardo, dotato di un quoziente intellettivo sopra la media, aveva un buon rapporto con i suoi familiari che lo descrivevano come un ragazzo semplice e simpatico; tuttavia era anche patologicamente introverso, cosa che gli causò enormi difficoltà nel socializzare. Aveva pochissimi amici maschi e non ebbe mai amiche o una fidanzata, poiché non riusciva a comunicare con gli esponenti dell'altro sesso, a eccezione di sua madre.
A 16 anni López manifesta un certo interesse verso l'arte e abbandona gli studi per coltivarlo, ma non intraprenderà mai una carriera in quel campo a causa della paura di non essere ammesso in una scuola apposita. Per mantenersi, il ragazzo effettua piccoli lavori saltuari, soprattutto nell'azienda del fratello. A diciotto anni prende in affitto un appartamento dove abita in totale solitudine: è in questo periodo che, non riuscendo a vincere la propria ansia sociale, si chiude in un mondo di fantasia alimentato dalla sua ossessione per il gossip. Lòpez inizia a scrivere un diario in cui raccoglie notizie e considerazioni su varie celebrità statunitensi; il primo oggetto della sua morbosa attenzione è l'attrice Geena Davis: quando quest'ultima porrà termine alla sua relazione con Jeff Goldblum, López le dedicherà pagine di rabbia e rancore, prima di disinteressarsene del tutto.
Nel 1993 comincia la sua ossessione verso la cantante islandese Björk; inizialmente il suo atteggiamento è positivo, del tutto simile a quello di un qualsiasi fan: raccoglie informazioni sulla sua vita privata e sulla sua arte, segue costantemente la sua carriera e le scrive alcune lettere. Nel suo diario la definisce come la sua musa ispiratrice, e ritiene la sua musica l'unica cosa che lo rende felice. Pian piano il suo comportamento si fa sempre più morboso: Ricardo scrive infatti che vorrebbe diventare l'amante di Björk, anche se non potrebbe mai avere rapporti sessuali con lei perché la ama troppo e anche perché vede in lei una figlia, a causa della voce e del volto dai tratti delicati. Il diario di López arriverà a contare più di 800 pagine: in esse si legge, oltre all'ossessione per Björk, il suo disprezzo per se stesso, il senso di inadeguatezza dovuto alla sua obesità, alla ginecomastia e la sua disperazione per non essere mai riuscito a trovare una fidanzata; Lopez è frustrato per non aver mai imparato a guidare, per il suo lavoro poco remunerativo e per non essere mai stato amato, o anche solo apprezzato da una ragazza. In tutto il diario, gli psicologi conteranno centosessantotto riferimenti al fallimento, trentaquattro accenni al suicidio e quattordici riferimenti diretti o indiretti all'omicidio. López nomina varie celebrità cinquantadue volte complessivamente, mentre Björk da sola è nominata 408 volte.

### Il video-diario e il piano per l'omicidio di Björk
Nei primi mesi del 1996, Ricardo apprende della relazione sentimentale tra Björk e il dj Goldie, e reagisce molto negativamente a questa notizia: Lòpez giudica il rapporto interrazziale inaccettabile e, più in generale, soffre ormai di una patologica gelosia nei confronti della cantante; arriverà al punto di definire Goldie "l'amante", come se il legittimo compagno di Björk fosse lui stesso. A questo punto il ragazzo comincia a pensare a un modo per "punire" Björk.
Il giorno del suo ventunesimo compleanno, López smette di scrivere il diario e inizia a tenere un vlog, filmandosi quotidianamente con una telecamera. In ciascun video appare totalmente nudo o quasi, mostra il suo squallido appartamento e parla della propria "vita inutile". Il vlog conterà complessivamente undici filmati da circa due ore l'uno, e sin dal primo video Lopez dichiara che il suo intento è mostrare al mondo in che modo castigherà Björk; arriverà a dichiarare esplicitamente di volerla uccidere o segnare a vita, in modo da diventare la persona più importante in assoluto per la cantante. Stando al materiale registrato, inizialmente il suo piano prevedeva la costruzione di una bomba in grado di spargere aghi infettati con il virus dell'HIV prelevato da una prostituta infetta; all'esplosione del pacco, la cantante sarebbe stata investita dagli aghi e sarebbe rimasta contagiata. López tralascerà questo piano a causa della difficoltà di realizzazione.
Durante l'estate, il ragazzo inizia a costruire un pacco-bomba da inviare alla Elektra Records, casa discografica di Bjork. La bomba, mascherata da libro, era in grado di rilasciare una nuvola di acido solforico che, secondo le intenzioni del criminale, avrebbe investito Björk all'apertura del pacco, uccidendola o sfigurandola; López dichiara infine di volersi suicidare subito dopo averlo inviato, per unirsi alla cantante nella morte.

### Il pacco-bomba e il suicidio
Il 12 settembre 1996 Ricardo filma il suo ultimo video-diario, dal titolo The Last Day ("L'ultimo giorno"). Esso inizia con il ragazzo che si prepara per andare a consegnare il pacco-bomba all'ufficio postale: lui stesso dichiara di sentirsi nervoso e che, qualora venisse scoperto, preferirebbe uccidersi piuttosto che essere arrestato. Nonostante i suoi timori, López riesce a inviare il pacco; al suo ritorno, il ragazzo riprende a filmare: col sottofondo della musica di Björk, López si spoglia completamente, si rasa la testa e si dipinge il volto con colori a tempera verdi, neri e rossi, dandosi un aspetto grottesco. Gli investigatori ipotizzato che alla base di questo gesto ci fosse la volontà di rendersi irriconoscibile, oppure di "annullare la propria identità" rendendo più facile uccidersi.
Dopo essersi guardato allo specchio, Lòpez dispone di fronte alla videocamera una sedia e un pannello bianco con su scritte la data e la frase «The Best of Me» ("Il meglio di me"). Dopodiché si siede e, mentre Björk canta I Remember You, comincia a oscillare nervosamente avanti e indietro, finché improvvisamente non estrae una .38 special: dopo aver detto una frase incomprensibile che sembra essere «This is for you!» ("Questo è per te!") oppure «Victory!» ("Vittoria!"), si spara un colpo in bocca. Il ragazzo si accascia a terra, mentre la telecamera continuerà a filmare per circa altri trenta minuti prima che la batteria si scarichi. Verrà in seguito teorizzato che l'intento di López fosse schizzare il pannello bianco con sangue e materia cerebrale; tuttavia il calibro della pistola era troppo basso per causare l'esplosione della scatola cranica.
Il 16 settembre, quattro giorni dopo il suicidio di Lopez, un inserviente della palazzina dove si trovava l'appartamento del ragazzo avvertì un odore nauseabondo, mentre al piano inferiore del sangue colava attraverso il soffitto. L'uomo chiamò dunque la polizia, che forzò l'entrata dell'appartamento e vi scoprì il cadavere di López. Sul muro dietro la videocamera il ragazzo aveva scritto a caratteri cubitali la frase «The 8mm Tapes Are A Documentation Of A Crime. Terrorist Material. They Are For the F.B.I.» ("I filmati 8 mm sono la documentazione di un crimine. Materiale terroristico. Sono per l'F.B.I."). I poliziotti evacuarono la palazzina e cercarono altro materiale esplosivo, ma non ne furono trovati. Dopo aver visionato The Last Day, gli agenti contattarono Scotland Yard per informarli del pericolo. Rintracciato in un ufficio postale di Londra, il pacco fu posto sotto sequestro e fatto esplodere senza incidenti da una squadra di artificieri. Casualmente, la relazione tra Björk e Goldie era terminata pochi giorni prima che López spedisse il pacco, all'insaputa di Lòpez.

## Conseguenze
Il 19 settembre Björk fu intervistata e disse di provare grande pena per quanto accaduto; in seguito inviò una lettera e dei fiori alla famiglia di López. Contrariamente a quanto riferito dalla stampa dell'epoca, Björk non aveva mai corso il reale pericolo di venire in contatto col pacco-bomba, poiché le lettere a lei indirizzate erano filtrate dal suo management; tuttavia la cantante decise di trasferirsi in Spagna per sfuggire al clamore mediatico suscitato dall'evento. Nel timore di eventuali emulatori, Björk visse per alcune settimane senza uscire di casa e mise sotto scorta suo figlio Sindri. Dopo un breve periodo di stop, la cantante riprese le registrazioni per il suo terzo album Homogenic, che si rivelerà uno dei suoi più grandi successi; l'album contiene il brano So Broken, ispirato alla vicenda di Lòpez. Circa un anno dopo la vicenda, in un'intervista, Björk ammise di essere rimasta estremamente spaventata dall'accaduto, e di aver temuto seriamente per la sua vita e per quella di suo figlio.
I familiari e i pochi amici di López dichiararono di essere al corrente dell'ossessione che il ragazzo aveva per Björk: suo fratello ricordò di avergli sarcasticamente suggerito, pochi giorni prima del suo suicidio, di trovarsi una donna vera. Tuttavia nessuno aveva dato importanza alla cosa, poiché Ricardo era ritenuto completamente innocuo. Uno psichiatra che lo aveva avuto in cura anni prima dichiarò di non averlo mai ritenuto pericoloso per se stesso o per gli altri.
I video-diari di Ricardo furono inizialmente sequestrati dall'FBI come materiale d'indagine; successivamente furono messi a disposizione della stampa. Da allora essi sono stati pubblicati su numerosi siti internet, in particolare sui cosiddetti Shock Sites e su varie piattaforme di streaming video.

## Nella cultura di massa
- Nel 2000, Sami Saif dirige un documentario di 70 minuti, The Video Diary of Ricardo López, che comprende una versione condensata del video diario di 22 ore di López[15].

- Nel 2019, il regista italiano indipendente Domiziano Cristopharo ha diretto un film horror erotico di 87 minuti intitolato The Obsessed, con il titolo provvisorio di Last Day: The Best of Me. La sceneggiatura del film adatta il video diario di López in quello che Cristopharo ha descritto come "il primo film horror dell'Albania" e "un body horror liberamente ispirato alla vera storia di Ricardo López, lo stalker di Bjork"[16][17].